# Oxymore
Oxymore – Untertitel Hommage to Pierre Henry – ist das 22. Studioalbum des französischen Musikers Jean-Michel Jarre, das unter dem Label Columbia Records am 21. Oktober 2022 auf CD, Vinyl, per Streaming und Download in verschiedenen Formaten veröffentlicht wurde, darunter FLAC Audiodateien als binauraler Kopfhörer Mix, die mit einem Downloadcode heruntergeladen werden können. Jarre beschreibt Oxymore als Projekt, dem neben der Musik auch die Virtuelle Realität Oxyville zugehört.

## Besonderheit
Jean-Michel Jarre widmete dieses Album dem französischen Komponisten Pierre Henry, welcher neben Pierre Schaeffer als Wegweiser der Musique concrète galt.
Das Album wurde von Jarre zunächst in 7.1 Raumklang komponiert, bevor es später zu einem binauralen Audioformat, sowie Stereomix für CD und Schallplatte zusammengefasst wurde, was zu diesem Zeitpunkt eine Abweichung zur Vorgehensweise anderer Künstler darstellt, die den umgekehrten Weg wählen.
Einige Titel wurden, in Zusammenarbeit mit Jarre, von weiteren Künstlern zu Remixen verwertet. So z. B. der Titel Brutalism, der mit dem Musiker Martin Gore als Brutalism Take 2 erschien.
Zusammen mit dem Album wurde auch die virtuelle Realität Oxyville vorgestellt, in der das komplette Album am 24. Oktober 2022 in einem virtuellen Konzert per Livestream gespielt wurde, dem man per 2D oder VR beiwohnen konnte. Jarres lebendiges Abbild wurde mit einem virtuellen Projektor in diese VR projiziert und zeigte ihn beim Bedienen seiner Synthesizer.

## Titelliste
- Geschrieben und arrangiert von Jean-Michel Jarre

1. Agora – 1:34
2. Oxymore – 4:46
3. Neon Lips – 4:27
4. Sonic Land – 6:01
5. Animal Genesis – 5:46
6. Synth Sisters – 3:20
7. Sex In The Machine – 5:45
8. Zeitgeist – 3:11
9. Crystal Garden – 4:09
10. Brutalism – 4:41
11. Epica – 5:25

## Wichtige Versionen
| Jahr | Ausgabeform | Medium    | Land   | Label      | Katalognummer | Bemerkung                  |
| ---- | ----------- | --------- | ------ | ---------- | ------------- | -------------------------- |
| 2022 | Original    | CD        | Europa | Sony Music | 19658746582   | Digipak inkl. Downloadcode |
| 2022 | Original    | Doppel-LP | Europa | Columbia   | 19658746581   |                            |

## Besetzung
- Jean-Michel Jarre – Keyboards und Synthesizer
- Verwendung von Aufnahmen von Pierre Henry

## Charts und Chartplatzierungen
| ChartsChartplatzierungen     | Höchstplatzierung | Wochen |
| ---------------------------- | ----------------- | ------ |
| Deutschland (GfK)            | 14 (1 Wo.)        | 1      |
| Frankreich (SNEP)            | 20 (4 Wo.)        | 4      |
| Österreich (Ö3)              | 17 (2 Wo.)        | 2      |
| Schweiz (IFPI)               | 11 (3 Wo.)        | 3      |
| Vereinigtes Königreich (OCC) | 41 (1 Wo.)        | 1      |